# Friedrich Wilhelm Genthe
Friedrich Wilhelm Genthe (* 28. Februar 1805 in Magdeburg; † 9. April 1866 in Eisleben) war ein deutscher Schriftsteller und Gymnasiallehrer.

## Leben
Genthe war Sohn des Wundarztes Johann Gottfried Genthe sowie Neffe von Heinrich Zschokke. Er absolvierte das Pädagogium des Klosters Unser Lieben Frauen. Dort war unter anderem Karl Rosenkranz sein Mitschüler, dessen Schwester später Ehefrau von Genthe wurde. 1825 schrieb er sich an der Universität Halle ein. Er widmete sich dort dem Studium der Theologie und außerdem der Literatur. In dieser Zeit begann er auch seine schriftstellerische Tätigkeit. Am 5. Januar 1828 wurde er in Halle mit der Dissertation De poësi macaronica zum Doktor der Philosophie promoviert. 
Genthe, der zunächst die Habilitation in Erwägung gezogen hatte, wurde zu Ostern 1829 Proband am Pädagogium des Klosters Unser Lieben Frauen in Magdeburg. 1830 folgte er einem Ruf als Gymnasiallehrer an das Eislebener Gymnasium. Am Gymnasium stieg er schließlich zum zweiten Oberlehrer auf. Er starb im Amt an den Folgen eines Magenleidens.
Der Altphilologe Hermann Genthe war sein Sohn, der Fotograf Arnold Genthe sein Enkel.

## Werke (Auswahl)
- Don Enrique von Toledo, Heinrichshofen, Magdeburg 1827.
- Der Kyklops, Halle 1828.
- Geschichte der macaronischen Poesie, Halle und Leipzig 1829.
- Handbuch der Geschichte der abendländischen Litteraturen und Sprachen, 4 Bände, Rubach, Magdeburg 1832–1834.
- De Impostura Religionum breve compendium seu liber de Tribus Impostoribus: Nach zwei Mss. mit historisch litterarischer Einleitung, Fleischer, Leipzig 1833.
- Handwörterbuch deutscher Synonymen, Reichardt, Eisleben und Leipzig 1834.
- See-Anemonen. Novellen eines Unbekannten, herausgegeben vom Verfasser des Don Enrique, 1836.
- Tempel freier Gottesverehrung. Erhabene Betrachtungen der Dichter und Denker über Gott, Natur und Menschenleben, Reichardt, Eisleben 1837.
- Das Leben Dr. Martin Luthers, Pönicke & Sohn, Leipzig 1841.
- Deutsche Dichtungen des Mittelalters: in vollständigen Auszügen und Bearbeitungen, 3 Bände, Reichardt, Eisleben 1841–1846.
- Erinnerungen an Heinrich Zschokke, Reichardt, Eisleben 1850.
- Friedrich Taubmann als Mensch und Gelehrter, Gräbner, Leipzig 1859.